# Seznam dílů seriálu Rick a Morty
Toto je seznam dílů seriálu Rick a Morty.

## Přehled řad
| Řada | Díly | Premiéra v USA     | Premiéra v USA    | Premiéra v ČR    | Premiéra v ČR      |
| Řada | Díly | První díl          | Poslední díl      | První díl        | Poslední díl       |
| ---- | ---- | ------------------ | ----------------- | ---------------- | ------------------ |
| 1    | 11   | 2. prosince 2013   | 14. dubna 2014    | 15. září 2017    | 19. listopadu 2017 |
| 2    | 10   | 26. července 2015  | 4. října 2015     | 1. prosince 2017 | 2. února 2018      |
| 3    | 10   | 1. dubna 2017      | 1. října 2017     | 9. února 2018    | 13. dubna 2018     |
| 4    | 10   | 10. listopadu 2019 | 31. května 2020   | bude oznámeno    | bude oznámeno      |
| 5    | 10   | 20. června 2021    | 5. září 2021      | bude oznámeno    | bude oznámeno      |
| 6    | 10   | 4. září 2022       | 11. prosince 2022 | bude oznámeno    | bude oznámeno      |

## Seznam dílů

### První řada (2013–2014)
| Č. v seriálu | Č. v řadě | Původní název                        | Český název                  | Režie            | Scénář                        | Premiéra v USA    | Premiéra v ČR      |
| ------------ | --------- | ------------------------------------ | ---------------------------- | ---------------- | ----------------------------- | ----------------- | ------------------ |
| 1            | 1         | Pilot                                | Pilot                        | Justin Roiland   | Dan Harmon a Justin Roiland   | 2. prosince 2013  | 15. září 2017      |
| 2            | 2         | Lawnmower Dog                        | Den pod psa                  | John Rice        | Ryan Ridley                   | 9. prosince 2013  | 22. září 2017      |
| 3            | 3         | Anatomy Park                         | Anatomický park              | John Rice        | Eric Acosta a Wade Randolph   | 16. prosince 2013 | 29. září 2017      |
| 4            | 4         | M. Night Shaym-Aliens!               | Uvíznutí v simulaci ufonů    | Jeff Myers       | Tom Kauffman                  | 13. ledna 2014    | 6. října 2017      |
| 5            | 5         | Meeseeks and Destroy                 | Misíkové a zkáza             | Bryan Newton     | Ryan Ridley                   | 20. ledna 2014    | 13. října 2017     |
| 6            | 6         | Rick Potion #9                       | Lektvar lásky                | Stephen Sandoval | Justin Roiland                | 27. ledna 2014    | 20. října 2017     |
| 7            | 7         | Raising Gazorpazorp                  | Mortyho otcovství            | Jeff Myers       | Eric Acosta a Wade Randolph   | 10. března 2014   | 27. října 2017     |
| 8            | 8         | Rixty Minutes                        | Interdimenzionální televize  | Bryan Newton     | Tom Kauffman a Justin Roiland | 17. března 2014   | 3. listopadu 2017  |
| 9            | 9         | Something Ricked This Way Comes      | Tak přichází něco zlého      | John Rice        | Mike McMahan                  | 24. března 2014   | 10. listopadu 2017 |
| 10           | 10        | Close Rick-counters of the Rick Kind | Blízká setkání Rickova druhu | Stephen Sandoval | Ryan Ridley                   | 7. dubna 2014     | 17. listopadu 2017 |
| 11           | 11        | Ricksy Business                      | Rickovo zmrtvení             | Stephen Sandoval | Ryan Ridley a Tom Kauffman    | 14. dubna 2014    | 19. listopadu 2017 |

### Druhá řada (2015)
| Č. v seriálu | Č. v řadě | Původní název                           | Český název                            | Režie           | Scénář                                     | Premiéra v USA    | Premiéra v ČR     |
| ------------ | --------- | --------------------------------------- | -------------------------------------- | --------------- | ------------------------------------------ | ----------------- | ----------------- |
| 12           | 1         | A Rickle in Time                        | Rickovaté uvíznutí v čase              | Wes Archer      | Matt Roller                                | 26. července 2015 | 1. prosince 2017  |
| 13           | 2         | Mortynight Run                          | Mortyho noční běh a útulek pro Jerryho | Dominic Polcino | David Phillips                             | 2. srpna 2015     | 8. prosince 2017  |
| 14           | 3         | Auto Erotic Assimilation                | Autoerotická asimilace                 | Bryan Newton    | Ryan Ridley                                | 9. srpna 2015     | 15. prosince 2017 |
| 15           | 4         | Total Rickall                           | Totální Rickovo volání                 | Juan Meza-León  | Mike McMahan                               | 16. srpna 2015    | 22. prosince 2017 |
| 16           | 5         | Get Schwifty                            | Musíš to rozpumpovat                   | Wes Archer      | Tom Kauffman                               | 23. srpna 2015    | 29. prosince 2017 |
| 17           | 6         | The Ricks Must Be Crazy                 | Rickové musí být šílení                | Dominic Polcino | Dan Guterman                               | 30. srpna 2015    | 5. ledna 2018     |
| 18           | 7         | Big Trouble in Little Sanchez           | Velké problémy mrňouse Ricka           | Bryan Newton    | Alex Rubens                                | 13. září 2015     | 12. ledna 2018    |
| 19           | 8         | Interdimensional Cable 2: Tempting Fate | Interdimenzionální televize 2          | Juan Meza-León  | Dan Guterman, Ryan Ridley a Justin Roiland | 20. září 2015     | 19. ledna 2018    |
| 20           | 9         | Look Who's Purging Now                  | Podívej kdo je teď vykuchán            | Dominic Polcino | Dan Harmon, Ryan Ridley a Justin Roiland   | 27. září 2015     | 26. ledna 2018    |
| 21           | 10        | The Wedding Squanchers                  | Svatební obřad Squancherů              | Wes Archer      | Tom Kauffman                               | 4. října 2015     | 2. února 2018     |

### Třetí řada (2017)
| Č. v seriálu | Č. v řadě | Původní název                           | Český název           | Režie           | Scénář                                                                                | Premiéra v USA    | Premiéra v ČR   |
| ------------ | --------- | --------------------------------------- | --------------------- | --------------- | ------------------------------------------------------------------------------------- | ----------------- | --------------- |
| 22           | 1         | The Rickshank Rickdemption              | Rickova spása         | Juan Meza-León  | Mike McMahan                                                                          | 1. dubna 2017     | 9. února 2018   |
| 23           | 2         | Rickmancing the Stone                   | Zvedání kamenů        | Dominic Polcino | Jane Becker                                                                           | 30. července 2017 | 16. února 2018  |
| 24           | 3         | Pickle Rick                             | Okurkový Rick         | Anthony Chun    | Jessica Gao                                                                           | 6. srpna 2017     | 23. února 2018  |
| 25           | 4         | Vindicators 3: The Return of Worldender | Ničitel světu je zpět | Bryan Newton    | Sarah Carbiener a Erica Rosbe                                                         | 13. srpna 2017    | 2. března 2018  |
| 26           | 5         | The Whirly Dirly Conspiracy             | Větrná konspirace     | Juan Meza-León  | Ryan Ridley                                                                           | 20. srpna 2017    | 9. března 2018  |
| 27           | 6         | Rest and Ricklaxation                   | Zbytek a Ricklaxace   | Anthony Chun    | Tom Kauffman                                                                          | 27. srpna 2017    | 16. března 2018 |
| 28           | 7         | The Ricklantis Mixup                    | Povídky z citadely    | Dominic Polcino | Dan Guterman a Ryan Ridley                                                            | 10. září 2017     | 23. března 2018 |
| 29           | 8         | Morty's Mind Blowers                    | Mortyho mazače paměti | Bryan Newton    | Mike McMahan, James Siciliano, Ryan Ridley, Dan Guterman, Justin Roiland a Dan Harmon | 17. září 2017     | 30. března 2018 |
| 30           | 9         | The ABC's of Beth                       | Bethina Abeceda       | Juan Meza-León  | Mike McMahan                                                                          | 24. září 2017     | 6. dubna 2018   |
| 31           | 10        | The Rickchurian Mortydate               | Rickdžuský mortydát   | Anthony Chun    | Dan Harmon                                                                            | 1. října 2017     | 13. dubna 2018  |

### Čtvrtá řada (2019–2020)
| Č. v seriálu | Č. v řadě | Původní název                             | Český název   | Režie         | Scénář                      | Premiéra v USA     | Premiéra v ČR |
| ------------ | --------- | ----------------------------------------- | ------------- | ------------- | --------------------------- | ------------------ | ------------- |
| 32           | 1         | Edge of Tomorty: Rick Die Rickpeat        | bude oznámeno | Erica Hayes   | Mike McMahan                | 10. listopadu 2019 | bude oznámeno |
| 33           | 2         | The Old Man and the Seat                  | bude oznámeno | Jacob Hair    | Michael Waldron             | 17. listopadu 2019 | bude oznámeno |
| 34           | 3         | One Crew over the Crewcoo's Morty         | bude oznámeno | Bryan Newton  | Caitie Delaney              | 24. listopadu 2019 | bude oznámeno |
| 35           | 4         | Claw and Hoarder: Special Ricktim's Morty | bude oznámeno | Anthony Chun  | Jeff Loveness               | 8. prosince 2019   | bude oznámeno |
| 36           | 5         | Rattlestar Ricklactica                    | bude oznámeno | Jacob Hair    | James Siciliano             | 15. prosince 2019  | bude oznámeno |
| 37           | 6         | Never Ricking Morty                       | bude oznámeno | Erica Hayes   | Jeff Loveness               | 3. května 2020     | bude oznámeno |
| 38           | 7         | Promortyus                                | bude oznámeno | Bryan Newton  | Jeff Loveness               | 10. května 2020    | bude oznámeno |
| 39           | 8         | The Vat of Acid Episode                   | bude oznámeno | Jacob Hair    | Jeff Loveness a Albro Lundy | 17. května 2020    | bude oznámeno |
| 40           | 9         | Childrick of Mort                         | bude oznámeno | Kyounghee Lim | James Siciliano             | 24. května 2020    | bude oznámeno |
| 41           | 10        | Star Mort Rickturn of the Jerri           | bude oznámeno | Erica Hayes   | Anne Lane                   | 31. května 2020    | bude oznámeno |

### Pátá řada (2021)
| Č. v seriálu | Č. v řadě | Původní název                               | Český název   | Režie          | Scénář                       | Premiéra v USA    | Premiéra v ČR |
| ------------ | --------- | ------------------------------------------- | ------------- | -------------- | ---------------------------- | ----------------- | ------------- |
| 42           | 1         | Mort Dinner Rick Andre                      | bude oznámeno | Jacob Hair     | Jeff Loveness                | 20. června 2021   | bude oznámeno |
| 43           | 2         | Mortyplicity                                | bude oznámeno | Lucas Gray     | Albro Lundy                  | 27. června 2021   | bude oznámeno |
| 44           | 3         | A Rickconvenient Mort                       | bude oznámeno | Juan Meza-Léon | Rob Schrab                   | 4. července 2021  | bude oznámeno |
| 45           | 4         | Rickdependence Spray                        | bude oznámeno | Erica Hayes    | Nick Rutherford              | 11. července 2021 | bude oznámeno |
| 46           | 5         | Amortycan Grickfitti                        | bude oznámeno | Kyounghee Lim  | Anne Lane                    | 18. července 2021 | bude oznámeno |
| 47           | 6         | Rick & Morty's Thanksploitation Spectacular | bude oznámeno | Douglas Olsen  | James Siciliano              | 25. července 2021 | bude oznámeno |
| 48           | 7         | Gotron Jerrysis Rickvangelion               | bude oznámeno | Jacob Hair     | John Harris                  | 1. srpna 2021     | bude oznámeno |
| 49           | 8         | Rickternal Friendshine of the Spotless Mort | bude oznámeno | Erica Hayes    | Albro Lundy                  | 8. srpna 2021     | bude oznámeno |
| 50           | 9         | Forgetting Sarick Mortshall                 | bude oznámeno | Kyounghee Lim  | Siobhan Thompson             | 5. září 2021      | bude oznámeno |
| 51           | 10        | Rickmurai Jack                              | bude oznámeno | Jacob Hair     | Jeff Loveness a Scott Marder | 5. září 2021      | bude oznámeno |

### Šestá řada (2022)
| Č. v seriálu | Č. v řadě | Původní název                            | Český název   | Režie               | Scénář                | Premiéra v USA     | Premiéra v ČR |
| ------------ | --------- | ---------------------------------------- | ------------- | ------------------- | --------------------- | ------------------ | ------------- |
| 52           | 1         | Solaricks                                | bude oznámeno | Jacob Hair          | Albro Lundy           | 4. září 2022       | bude oznámeno |
| 53           | 2         | Rick: A Mort Well Lived                  | bude oznámeno | Kyounghee Lim       | Alex Rubens           | 11. září 2022      | bude oznámeno |
| 54           | 3         | Bethic Twinstinct                        | bude oznámeno | Douglas Einar Olsen | Anne Lane             | 18. září 2022      | bude oznámeno |
| 55           | 4         | Night Family                             | bude oznámeno | Jacob Hair          | Rob Schrab            | 25. září 2022      | bude oznámeno |
| 56           | 5         | Final DeSmithation                       | bude oznámeno | Douglas Einar Olsen | Heather Anne Campbell | 2. října 2022      | bude oznámeno |
| 57           | 6         | Juricksic Mort                           | bude oznámeno | Kyounghee Lim       | Nick Rutherford       | 8. října 2022      | bude oznámeno |
| 58           | 7         | Full Meta Jackrick                       | bude oznámeno | Lucas Gray          | Alex Rubens           | 20. listopadu 2022 | bude oznámeno |
| 59           | 8         | Analyze Piss                             | bude oznámeno | Fill Marc Sagadraca | James Siciliano       | 27. listopadu 2021 | bude oznámeno |
| 60           | 9         | A Rick in King Mortur's Mort             | bude oznámeno | Jacob Hair          | Anne Lane             | 4. prosince 2022   | bude oznámeno |
| 61           | 10        | Ricktional Mortpoon's Rickmas Mortcation | bude oznámeno | Kyounghee Lim       | Scott Marder          | 11. prosince 2022  | bude oznámeno |